# Хвороба, яку спричинює вірус Зіка
Хворо́ба, яку спричи́нює ві́рус Зі́ка (англ. Zika virus disease; Zika fever; також — гарячка Зіка) — гостре інфекційне захворювання, яке зумовлює вірус Зіка роду Flavivirus. Хворобу відносять до арбовірусних хвороб. Перебігає відносно доброякісно, з нетривалою гарячкою без виразної інтоксикації, і з висипом. У XXI столітті хвороба привернула пильну увагу до себе через пандемічне світове поширення, можливість легкого зараження мандрівників, а також через імовірність уражень нервової системи, а ще й високої тератогенної дії вірусу, яку підозрюють через збільшення кількості новонароджених із вродженою вадою — мікроцефалією, яка виявлена в ендемічних по вірусу районах Бразилії, а також ще у 25 територіях і країнах.

## Історичні відомості

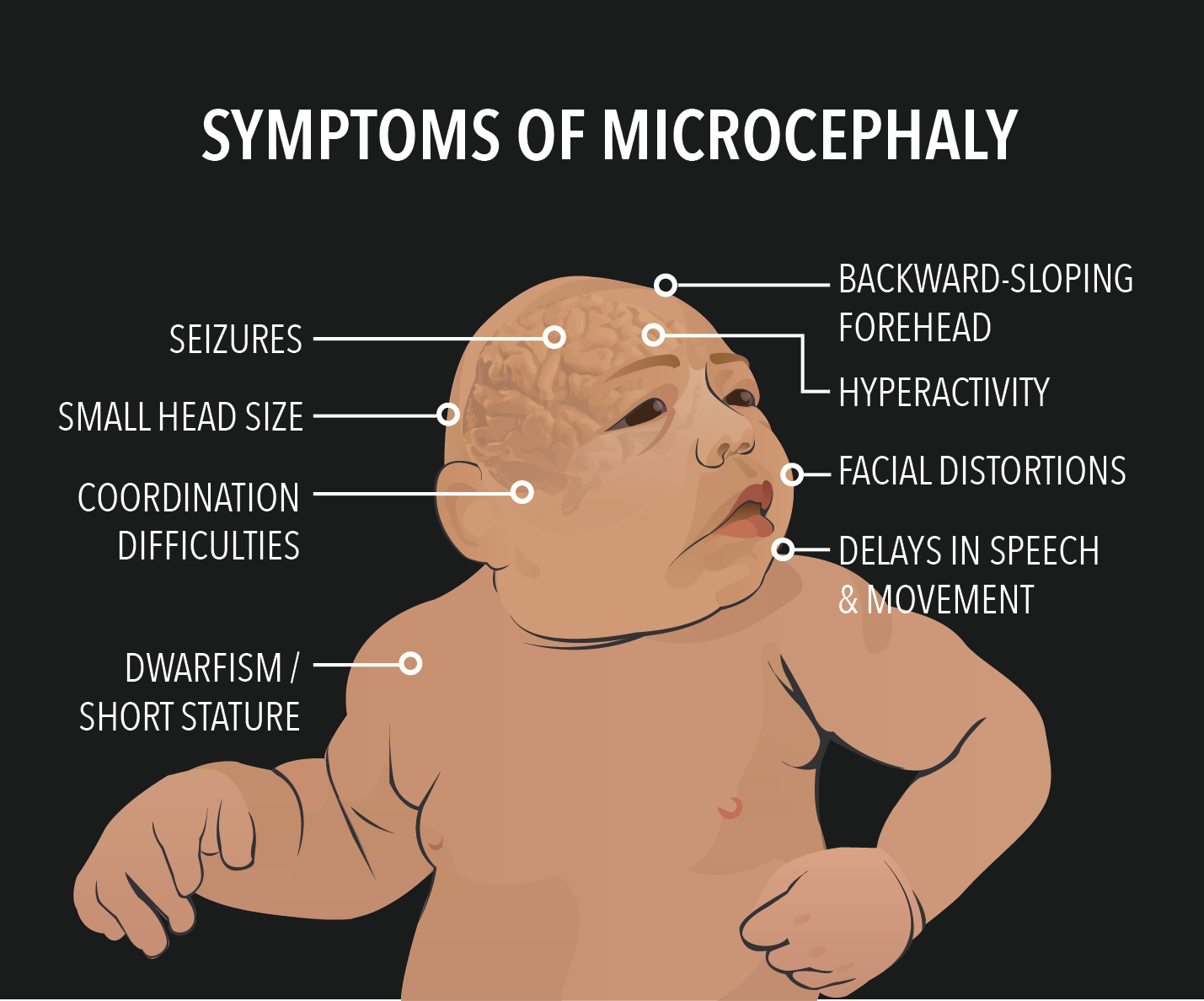
Прояви мікроцефалії.

У 1947 році науковці, які досліджували жовту гарячку, в однієї з мавп, яку спіймали у лісі Зіка (мовою аборигенів «зіка» буквально означає «зарослі») недалеко від науково-дослідного інституту в Ентеббе, Уганда, на висоті гарячки було проведено вірусологічне дослідження крові. Науковці очікували виявити звичайний вірус жовтої гарячки, натомість виділений ними агент хоча й належав до флавівірусів, але до цього не був відомий, тому вони його описали аж у 1952 році, як вірус Зіка. У 1948 році вірус знайшли в організмі комарів Aedes africanus в Ентеббе, який надалі ідентифікували як вірус Зіка. У 1952 році в Уганді, Танзанії та у 1954 році в Нігерії вірус вдалося виділити від людини. З часу відкриття до 2007 року підтверджені випадки Зіка-вірусної інфекції в Африці і Південно-Східній Азії були рідкісні. Але у 2007 році спочатку виникла велика епідемія хвороби на островах Мікронезії, а трохи по тому, в Полінезії, спалах поширився на острови Кука й Нову Каледонію.. 2015 року експлозивне поширення хвороби відбулось на частину світу Америка, при цьому особливо до Латинської Америки.

## Пандемічне поширення хвороби (2015—2016 роки)
Детальніші відомості з цієї теми ви можете знайти в статті Пандемія хвороби, яку спричинює вірус Зіка.
У зв'язку із світовою загрозою хвороби, яку спричинює вірус Зіка, ВООЗ терміново скликала на 1 лютого 2016 року засідання комітету Міжнародних медико-санітарних правил (ММСП). Комітет мав вирішити питання чи вважати цей спалах таким, що може являти надзвичайну ситуацію в галузі світової охорони здоров'я та підлягає регуляції цими правилами. Хоча причинно-наслідковий зв'язок між інфекцією, яку чинить вірус Зіка, та вродженими дефектами і неврологічними синдромами тоді ще не було встановлено, але існувала сильна підозра такої можливості. Надалі ВООЗ також скликала раду експертів для вирішення важливих прогалин у знаннях про вірус Зіка і його потенційний вплив на вагітних, людських ембріонів, дітей і дорослих.
Як і передбачалось, 1 лютого 2016 року Комітет Міжнародних медико-санітарних правил визнав хворобу, яку спричинює вірус Зіка, такою, яка виявила здатність чинити серйозний вплив на здоров'я населення і може швидко поширюватися в міжнародних масштабах та увійшла до переліку подій, які спричинили та мають високу здатність і надалі спричиняти надзвичайну ситуацію в галузі охорони здоров'я.. Таким чином, ВООЗ внесла хворобу до додатку 2 Міжнародних медико-санітарних правил 2005 року (з переглядом 2016 року) до таких інфекційних хвороб, як чума, гарячка Західного Нілу, жовта гарячка тощо. Таким чином, ВООЗ констатувала наявність у світі пандемії хвороби, яку спричинює вірус Зіка.
З початку дії цих правил у 2005 році ВООЗ внесла до регулятивної частини як надзвичайну подію:
- у 2009 році пандемію грипу H1N1,
- у 2014 році, коли існували побоювання повернення поліомієліту на звільнені від циркуляції дикого поліовірусу території,
- в серпні 2014 року через виникнення найтяжчої в історії епідемії хвороби, яку спричинює вірус Ебола[7].

Друге засідання Комітету Міжнародних медико-санітарних правил 8 березня 2016 року обговорило питання можливого зв'язку між хворобою, яку спричинює вірус Зіка, та неврологічним розладом — синдромом Гієна — Барре і вродженою аномалією — мікроцефалією. Було відмічено, що все більш імовірним ввижається між ними прямий зв'язок, але остаточний висновок робити ще зарано, тому Комітет і ВООЗ закликали до всеосяжного продовження наукових досліджень та їхній інтенсифікації задля швидшого вирішення цього питання.
ВООЗ повідомила, що 3-я нарада Комітету Міжнародних медико-санітарних правил з питань хвороби, яку спричинює вірус Зіка, констатувала, що кількість неврологічних ускладнень хвороби та виникнення вроджених вад у новонароджених явно збільшилося. Комітету було доручено розглянути потенційний ризик виникнення цих ускладнень для масових зборів людей — Олімпійських та Паралімпійських ігор, що мали відбутися у Бразилії в серпні-вересні 2016 року. Комітет погодився з міжнародним науковим консенсусом, досягнутим з моменту 2-ї наради Комітету 8 березня 2016 року, що вірус Зіка є причиною мікроцефалії і неврологічних розладів, і, отже, ця хвороба і пов'язані з нею вроджені вади та неврологічні розлади є для громадської охорони здоров'я надзвичайною ситуацією, що має міжнародне значення. Комітет зазначив, що масові заходи, такі як Олімпійські та Паралімпійські ігри, можуть об'єднати значну кількість сприйнятливих осіб і таким чином становити небезпеку для окремих осіб, привести до посилення передачі хвороби та потенційно сприяти міжнародному поширенню її. Комітет зазначив, що окремі ризики в областях передачі такі ж, як і за відсутності проведення масових заходів, і можуть бути зведені до мінімуму за допомогою ефективних попереджувальних заходів громадської охорони здоров'я. Комітет підтвердив і оновив свої рекомендації Генеральному директору щодо профілактики інфекції у мандрівників наступним чином:
- вагітним жінкам слід не рекомендувати поїздки до районів автохтонної циркуляції вірусу Зіка; вагітні жінки, чиї партнери їздили до зазначених районів, повинні використати безпечну сексуальну практику або утримуватися від сексу протягом усього терміну вагітності.
- мандрівники до цих районів повинні отримати консультації про потенційні ризики та відповідні заходи, щоб зменшити можливість зараження через укуси комарів і передачі інфекції статевим шляхом, і, після повернення, їм слід вжити відповідних заходів, в тому числі з використанням практики безпечного сексу, щоб зменшити ризик подальшої передачі вірусу.

Комітет дійшов висновку, що існує дуже низький ризик подальшого міжнародного поширення вірусу Зіка в результаті проведення Олімпійських і Паралімпійських ігор, адже Бразилія прийматиме ці ігри під час місцевого зимового сезону, коли інтенсивність автохтонної передачі арбовірусів, таких, що передають гарячки денге і Зіка, буде мінімальною і посилення заходів по боротьбі з переносниками у місцях проведення ігор повинне ще більше знизити ризик передачі інфекції.

Комітет підтвердив свої колишні рекомендації в тому, що не повинно бути ніяких загальних обмежень на поїздки і торгівлю з країнами, областями і / або територіями з передачею вірусу Зика, в тому числі у міста Бразилії, які прийматимуть у себе Олімпійські та Паралімпійські ігри. Комітет представив додаткові рекомендації для Генерального директора ВООЗ для проведення масових заходів, Олімпійських та Паралімпійських ігор, що виглядають наступним чином:
- Країни, спільноти і організації, які проводять масові заходи в районах, постраждалих від епідемії хвороби, яку спричинює вірус Зіка, слід провести оцінку потенційних ризиків від проведення заходів і підвищити рівень профілактичних дій, щоб зменшити ризик зараження вірусом Зіка.
- Бразилія повинна продовжувати свою роботу по боротьбі з переносниками навколо міст і місць, які приймають Олімпійські та Паралімпійські ігри, своєчасно і в адекватному обсязі інформувати про це мандрівників, забезпечити наявність достатньої кількості репелентів і презервативів для спортсменів та гостей.
- Країни мандрівників до Олімпійських і Паралімпійських ігор повинні забезпечити, щоб ці люди повною мірою були поінформовані про ризики зараження вірусом Зіка, особисті захисні дії, які слід вжити, щоб зменшити ці ризики, а також заходи, які вони повинні виконати, якщо вони підозрюють, що в них відбулось зараження. Країни повинні також встановити протоколи для обстеження мандрівників на основі рекомендацій ВООЗ.
- Країни повинні діяти у відповідності з керівними вказівками ВООЗ про масові заходи в контексті запобігання епідемій вірусу Зіка, які будуть оновлюватися в міру надходження додаткової інформації про ризики, пов'язані з вірусною інфекцією Зика і фактори, що впливають на національне та міжнародне поширення вірусу.

1 вересня 2016 року відбулось 4-е засідання Комітету Міжнародних медико-санітарних правил із питань хвороби, яку спричинює вірус Зіка, яке підтвердило, що стосовно цієї хвороби потрібно й надалі підтримувати рівень події, яка виявила здатність чинити серйозний вплив на здоров'я населення і продовжує поширюватися в міжнародних масштабах, через що вона увійшла до переліку подій, які спричинили та мають високу здатність і надалі спричиняти надзвичайну ситуацію в галузі охорони здоров'я. Через це Комітет закликав країни продовжувати необхідні протиепідемічні заходи, наукові дослідження, тощо. Слід продовжувати виконувати усі рекомендації і настанови. які були до цього впроваджені ВООЗ.
18 листопада 2016 року відбулось у режимі телеконференції 5-те засідання Комітету Міжнародних медико-санітарних правил із питань хвороби, яку спричинює вірус Зіка. Комітет був поінформований про виконання тимчасових рекомендацій, виданих Генеральним директором ВООз за рекомендацією чотирьох попередніх засідань. Комітет є в курсі останніх подій стосовно вірусу Зіка: зміни географічного поширення, природної історії, епідеміології, появи мікроцефалії та інших неонатальних ускладнень, пов'язаних із цим вірусом, синдрому Гієна—Барре і сучасних знань про статевий шлях передачі вірусу. Представники організацій охорони здоров'я Бразилії, Таїланда і Сполучених Штатів Америки надали інформацію про мікроцефалію, синдром Гієна-Барре та інші неврологічні порушення, що виникли в їхніх країнах при поширенні вірусу Зіка. Оскільки дослідження продемонстрували зв'язок між вірусною інфекцією Зіка і мікроцефалією, Комітет зауважив, що надійний довгостроковий технічний механізм на даний час потрібен для управління глобальними заходами у відповідь. Загалом, Комітет зробив висновок, що хвороба, яку спричинює вірус Зіка, продовжує бути такою подією, що виявила здатність чинити серйозний вплив на здоров'я населення і може швидко поширюватися в міжнародних масштабах та внесена до переліку подій, які спричинили та мають високу здатність і надалі спричиняти надзвичайну ситуацію в галузі охорони здоров'я, але на сьогодні вже є контрольованою ситуацією. Багато аспектів цього захворювання і пов'язані з ними наслідки все ще залишаються нерозв'язаними, що найкраще може бути вирішено за допомогою стійкого дослідження. Комітет рекомендував, що це повинно перерости в стійку програму роботи з виділеними ресурсами для повного вирішення характеру захворювання і пов'язаних з ним наслідків. Комітет зауважив, що впроваджені раніше тимчасові рекомендації справили свій ефект. Крім того Комітет погодився з планом ВООЗ стосовно хвороби, яку спричинює вірус Зіка, щодо встановлення механізму реагування в довгостроковій перспективі, який забезпечить опанування стратегічних цілей, які вже визначені в плані стратегічного реагування. На основі цього засідання Генеральний директор ВООЗ Маргарет Чен оголосила про закінчення цієї надзвичайної ситуації в області суспільної охорони здоров'я. Генеральний директор дала доручення про перевидання тимчасових рекомендацій від попередніх засідань Комітету, які будуть включені в механізм довгострокового реагування.

## Сучасне поширення
В Індії випадки зараження вірусом Зіка були виявлені в штатах Гуджарат, Мадх'я-Прадеш і Раджастхан у 2018 році (вірусна лінія «Південно-Східна Азія»), але про мікроцефалію, пов'язану із цією хворобою не повідомлялося. 8 липня 2021 року у 24-річної вагітної жительки штату Керала на південному заході Індії лабораторно підтвердили перший випадок цієї хвороби. Ретроспективне тестування було проведено серед 19 медичних працівників та пацієнтів тієї лікарні, де була вагітна, які раніше в травні мали гарячку, міалгію, артралгію та петехії. Зразки крові, зібрані від цих 19 працівників, підтвердили, що 13 із 19 зразків дали позитивний тест на вірус Зіка, що свідчить про скриту передачу цього вірусу в штаті Керала з травня 2021 року. За період з 8 по 26 липня 2021 року в штаті Керала було зібрано 590 зразків крові шляхом активного пошуку підозрілих і пасивного спостереження. З них 70 (11,9 %) дали позитивний тест на вірус Зіка, включаючи ще чотирьох вагітних. 31 липня 2021 року медична влада штату Махараштра також повідомила про свій перший лабораторно підтверджений випадок хвороби.

## Етіологія
Вірус Зіка відносять до роду Flavivirus, родини Flaviviridae. Містить РНК, належить до групи IV — позитивно спрямованих одноланцюгових РНК-вірусів зі складною трансляцією. Вірус Зіка є одним із двох видів вірусів із клади Спондвені (англ. Spondweni). Станом на 2016 рік розрізняють дві генетичні лінії вірусу Зіка — африканську, що має обмежену циркуляцію в Центральній Африці, та азійську, яка циркулює на широких теренах від Південно-Східної Азії до Америки, забезпечуючи основний приріст випадків хвороби через пандемічне поширення.
Детальніші відомості з цієї теми ви можете знайти в статті Вірус Зіка.

## Епідеміологічні особливості

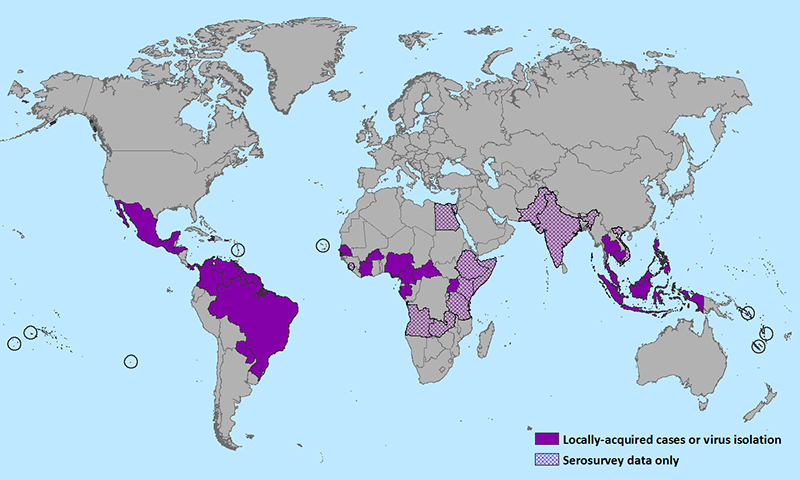
Мапа поширення хвороби в світі станом на січень 2016 року.

Джерело інфекції та резервуар у дикій природі поки що не встановлені. Найімовірніше це люди та деякі мавпи. Люди, ймовірно, є джерелом інфекції щонайменше під час гострих проявів у них хвороби. Передача хвороби до інших людей здійснюється завдяки трансмісивному механізму передачі. Це відбувається через укуси комарів роду Aedes, найчастіше, видів Aedes aegypti та Aedes albopictus у тропічних та екваторіальних регіонах. Ці комарі поширені й у субтропічній та тропічній кліматичних зонах, вони здатні також переносити жовту гарячку, чікунгунью, гарячку денге. Зазвичай, такі комарі кусають вранці, у пізні денні та ранні вечірні години.
За словами керівника Українського центру із контролю й моніторингу захворювань МОЗ України, в Україні є 53 види з роду Aedes, щоправда, можливість переносу ними вірусу Зіка потребує вивчення. Згідно з повідомленням фахівців Українського науково-дослідного протичумного інституту ім. І. І. Мечнікова, фауна України нараховує 32 види кровосисних комарів роду Aedes, проте види Aedes aegypti та Aedes albopictus — відсутні.
Крім того, передбачають високий ступінь і0мовірності вертикальної передачі, також у 2009 році встановлено факт статевої передачі вірусу від людини до людини.
Про тривалість і потужність імунітету після перенесеної хвороби поки що достеменно невідомо. Хвороба є небезпечною через можливість легкого зараження мандрівників у регіони Океанії та Америки.

## Патогенез
У патогенезі хвороби є багато невивченого. Цьому сприяє відносно легкий клінічний перебіг хвороби, через що немає смертей від неї, тому патологоанатомічні зміни взагалі невідомі. Існує припущення, що розмноження вірусу відбувається у найближчих до місця інокуляції вірусу після укусу дендритних клітинах. Звідти він потрапляє до лімфатичних вузлів та кровоносних судин на початку хвороби і таке триває протягом усього періоду гарячки. Відмічено, що хоча інших представників родини Flaviviridae було виявлено у цитоплазмі сприйнятливих клітин, вірус Зіка натомість спостерігали у ядрах клітин.
Починаючи з 2013 року з часів епідемії на теренах Океанії і надалі, протягом навали хвороби до Південної Америки та, особливо, Бразилії було сповіщено про можливість нейрологічних та автоімунних ускладнень хвороби, яку спричинює вірус Зіка. У випадках мікроцефалії, високий рівень якої у новонароджених у Бразилії пов'язують з дією вірусу, не було поки що виявлено будь-яких особливих рис чи ознак, які б з високою долею ймовірності підтвердили зв'язок цих двох патологічних процесів, хоча у 2015 році РНК цього вірусу було виявлено в амніотичній рідині двох плодів, що вказує на той факт, що вірус має здатність до проникнення від зараженої вагітної через плаценту до плоду. Хоча у багатьох матерів і новонароджених дітей з мікроцефалією знаходили антитіла до вірусу Зіка, однак поки що офіційного висновку з приводу того, чи вірус породив мікроцефалію, не було зроблено. Відомо, що інші флавівіруси здатні уражати нервову систему людини, але жодного з них не було виявлено при уроджених вадах ЦНС у плодів. Проведені дослідження показують, що в окремих випадках при розтині померлих із мікроцефалією в ЦНС були знайдені окремі патологічні зміни структур та в клітинах виявлені ультраструктурні компоненти вірусу Зіка, але поки що цього недостатньо для повної доказовості, адже незрозуміло, як вірус потрапляє саме у вищі нервові структури плода. Разом із тим показано, що вірус Зіка здатний уражати культури людських нервових клітин
Наявні фактичні дані дають можливість виділити більш широкий діапазон вроджених аномалій, ймовірно пов'язаних із зараженням плода вірусом Зіка в утробі матері. На додаток до мікроцефалії, інші прояви включають черепно-лицьову диспропорцію, спастичні прояви, судоми, дратівливість і такі дисфункції мозку, що включають труднощі годування, очні аномалії та результати інструментальної нейровізуалізації, що свідчать про кальциноз структур головного мозку, коркові розлади і вентрікуломегалію. Подібно до інших інфекційних хвороб, зараження якими відбулось в утробі матері, випадки варіюють за ступенем тяжкості. Деякі діти, як повідомляють, мають неврологічні відхилення за відсутності мікроцефалії. Дані з Колумбії та Панами також дають можливість припустити, що сечостатева, серцева і травна системи також можуть бути пошкоджені. Є припущення, що внаслідок дії вірусу Зіка доведеться виділяти новий синдром уроджених вад.

## Клінічні ознаки

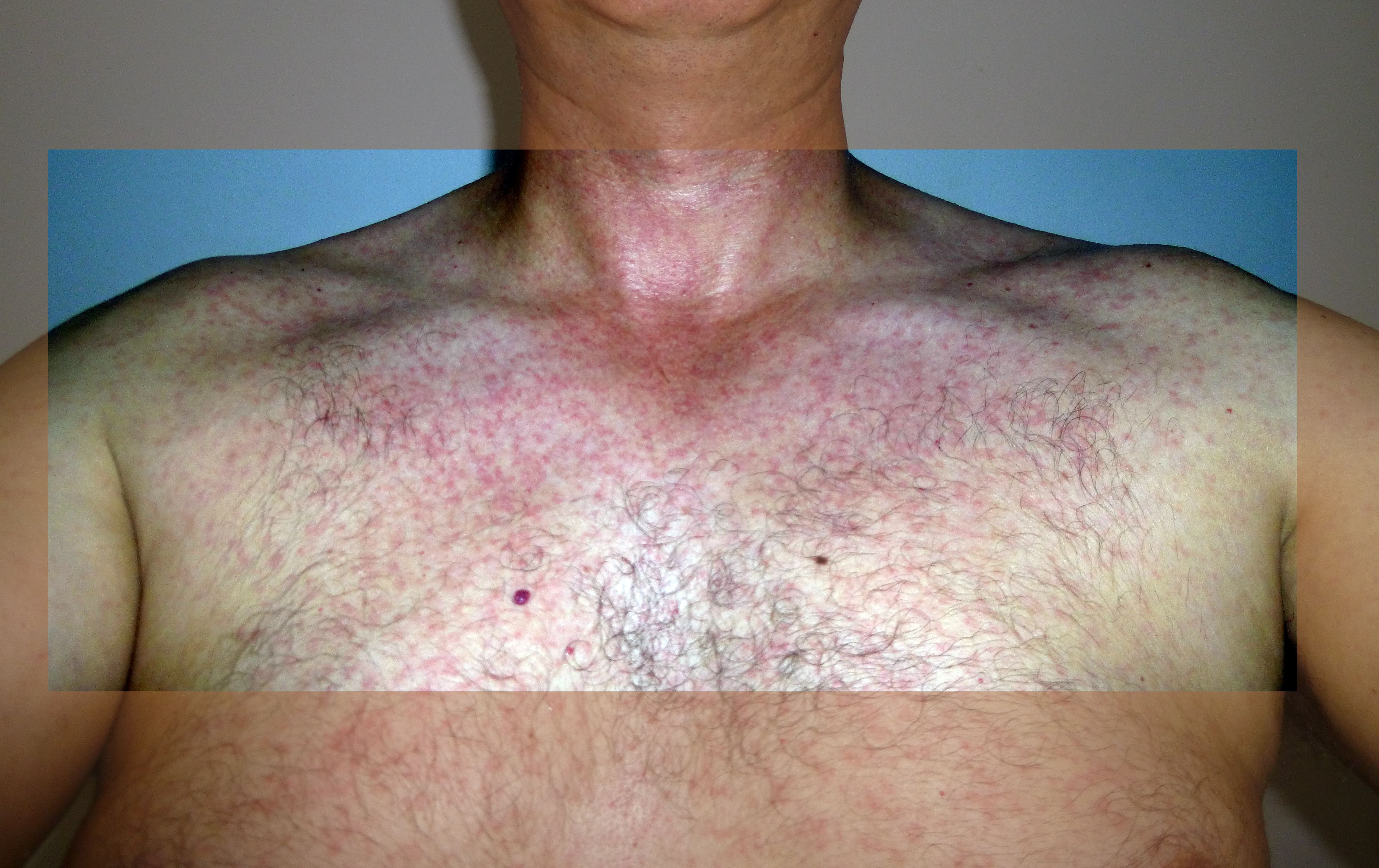
Плямисті висипання у розпал хвороби, яку спричинює вірус Зіка.

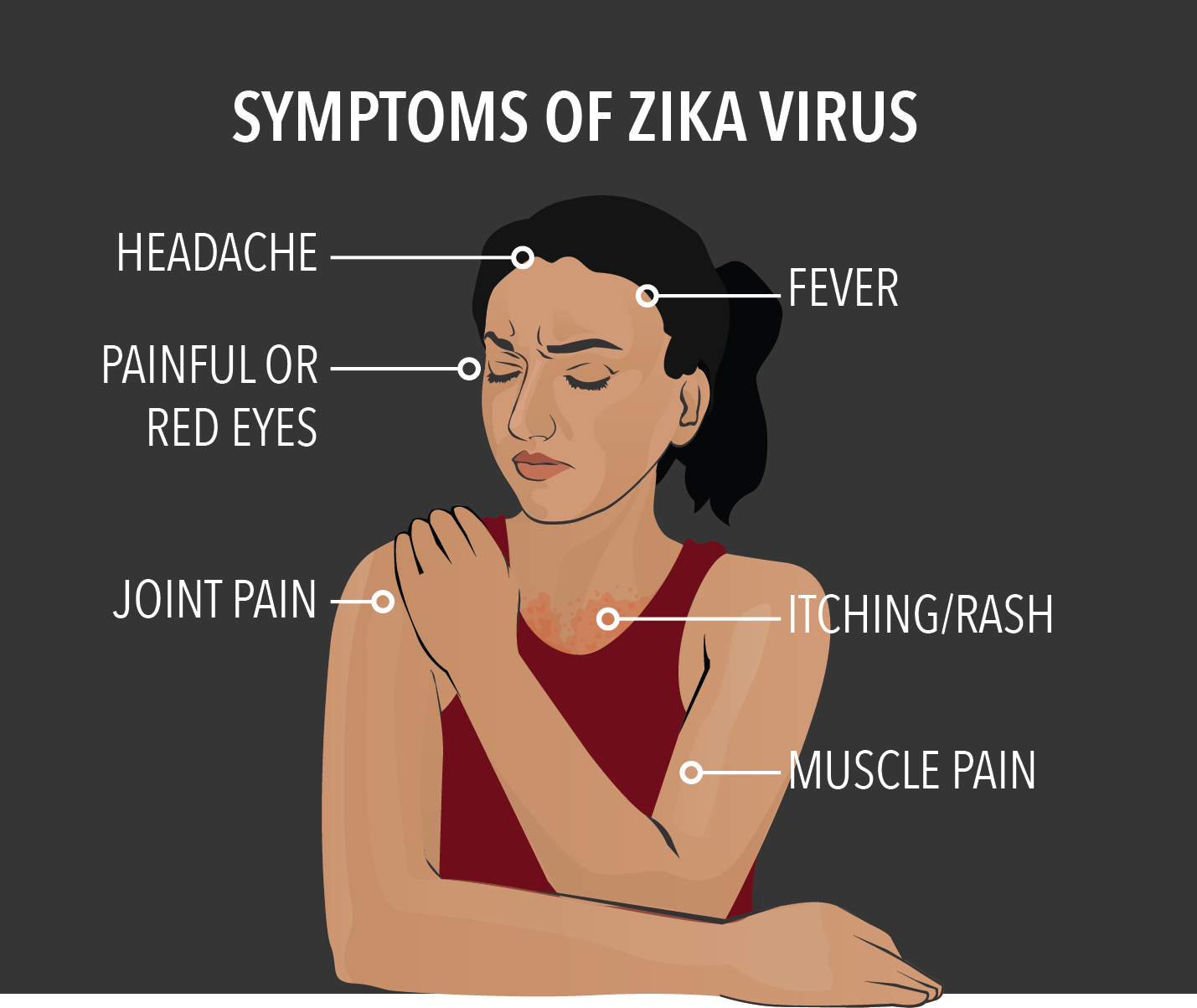
Клінічні ознаки хвороби, яку спричинює вірус Зіка.

Тривалість інкубаційного періоду достеменно не встановлена. Вважають, що він триває десь від 2 до 10 днів. Хвороба починається з підйому температури тіла до 38,5—39 °C, нетяжкого нездужання, появи артралгій (болю в суглобах) або артритів, невеликого за інтенсивністю головного й м'язового болю, кон'юнктивіту, плямистого висипу на шкірі. На своєму початку захворювання нагадує за деякими симптомами класичну гарячку денге. Але на відміну від гарячки денге виникає значно інтенсивніший кон'юнктивіт, все-таки немає такого костоломного болю, притаманного денге, в цілому менше рівень інтоксикації. Таким чином, хвороба на відміну від денге перебігає легше, гарячка та інші прояви тривають не більше 7 днів.

## Діагностика
На сьогодні основним видом діагностики є ПЛР у зразках крові хворого. Серологічні дослідження проводять при обов'язковому паралельному дослідженні на інші флавівіруси через наявність неспецифічних результатів внаслідок подібності антитіл проти вірусу Зіка з такими, що утворюються при інших флавівірусних хворобах (гарячка денге, жовта тощо).
На ендемічних по інфекції, що спричинює вірус Зіка, територіях тестування на хворобу на сьогодні рекомендують для тих вагітних жінок, у яких в анамнезі є клінічні ознаки, що є підозрілими для хвороби, яку спричинює вірус Зіка. Разом із тим з урахуванням потенційного великого навантаження на наявні місцеві ресурси охорони здоров'я ВООЗ на сьогодні не рекомендує тестування всіх вагітних жінок у районах передачі вірусу Зіка. Проте, фахівцям у галузі охорони здоров'я рекомендують розглянути питання про надання у першому триместрі вагітності ультразвукового дослідження, де це можливо, для всіх жінок, які звертаються за допологовою допомогою, щоб точно датувати вагітність і виконати базову оцінку морфології плода.
ВООЗ виробила такі критерії діагностики хвороби, яку спричинює вірус Зіка:
- Підозрюваний випадок. Пацієнт має гарячку та/або висип, та щонайменше один із проявів:

- артралгія; або
- артрит; або
- кон'юнктивіт (не гнійний/з гіперемією).

- Можливий випадок. У пацієнта з наявністю ознак підозрюваного випадку виявлені антитіла IgM до вірусу Зіка[24] та епідеміологічні критерії (контакт із хворим, у якого підтверджено наявність хвороби, яку спричинює вірус Зіка; або проживання в регіоні, де підтверджено локальну передачу вірусу Зіка, чи перебування в подорожі там за два тижні до появи проявів хвороби).
- Підтверджений випадок. Пацієнт, у якого лабораторно було виявлено:

- наявність РНК вірусу Зіка або його антигену в сироватці крові чи інших зразках (зокрема, слина, біоптати органів, сеча, кров); або
- наявність антитіл IgM проти вірусу Зіка і PRNT90 для вірусу Зіка з титром ≥20 та PRNT90 ≥4 порівняно з титром до інших флавівірусів; виключення можливості хвороб, які спричинюють інші флавівіруси.

## Лікування
Етіотропне противірусне лікування не розроблено. Легкий перебіг хвороб загалом не спонукає до створення таких ліків, тому ведучими є патогенетичні заходи — відновлення втраченої організмом рідини, боротьба з такими симптомами як головний біль, нездужання тощо.
- Гарячку слід зменшувати за допомогою заходів фізичного охолодження (наприклад, протирання шкіри вологими серветками, носіння легкого одягу, прийняття прохолодної ванни або душу) і використання ацетамінофену (парацетамол). Використання ацетилсаліцилової кислоти або інших нестероїдних протизапальних засобів (НПЗЗ) слід уникати, поки не виключать у пацієнта можливість гарячки денге.
- Головний біль також слід зменшувати ацетамінофеном в дозах, які рекомендують для боротьби з високою за рівнем температури тіла, некомфортною для конкретної хворої людини гарячкою.
- Для зменшення можливого свербіння під час висипань можуть бути використані для місцевого застосування каламіновий лосьйон або ментол на основі водних агентів, або орально лоратадин.
- Хворі, а особливо вагітні пацієнтки, повинні пити багато рідини, щоб уникнути зневоднення через втрати рідини за рахунок випаровування зі шкіри через гарячку, блювання та інші непомітні втрати, які можуть відбуватися у гарячковий період хвороби[23].

## Профілактика

### Загальні напрямки
Комітет з Медичних медико-санітарних правил не вважає необхідним введення обмежень на поїздки в країни, де існує циркуляція вірусу Зіка, або торгівлю з такими країнами щодо запобігання таким чином поширення цього вірусу. ВООЗ підкреслює, що заходи запобігання хворобі, що спричинює вірус Зіка, мають бути однаковими для усіх верств та категорій населення, в тому числі, для вагітних.

### Специфічна профілактика
Вакцинацію на сьогодні не розроблено.

### Запобігання укусів комарів
Головним напрямком профілактики є запобігання укусам комарів (москітів).
Це може бути зроблено за допомогою:
- репелентів. Вони повинні містити DEET (N-діетил-3-метілбензамід) або ікарідін. Наносити їх треба не тільки на поверхню тіла, але й зверху одягу;
- носіння у вранішній та вечірній час закритого одягу (бажано світлого кольору), який вкривав би якомога більше поверхні тіла;
- використання фізичних бар'єрів на шляху комарів, таких як, екрани, закриті двері та вікна, москітні сітки. Останні потрібно застосовувати й під час денного сну;
- провітрювання приміщень.

Важливо також уникати накопичення вологи у побутовому начинні: контейнерах, відрах, квіткових горщиках або шинах, де комарі знайдуть добрі умови для розмноження (стояча вода). Особливу увагу треба приділити і надати тим, хто не в змозі захистити себе адекватно, наприклад, маленьким дітям, хворим або літнім людям. Зважуючи на не спростоване наразі припущення зв'язку вірусу з народження дітей з вродженими вадами особливу увагу слід приділяти захисту вагітних, особливо на ранніх тижнях вагітності. Рекомендують проводити захист від укусу комарів і під час першого тижня захворювання на хворобу, яку спричинює вірус Зіка, для того, щоб запобігти подальшому поширенню інфекції серед людей.

### Профілактика статевої передачі та проблем при вагітності
Вірус Зіка знайшли у людській спермі та існує наукове дослідження, у якому описано випадок, коли одна людина передала до іншої цей вірус. Проте, поки що немає більше доказів, щоб підтвердити, чи дійсно статевим шляхом передається вірус Зіка. Поки немає остаточних відомостей, усі чоловіки і жінки, що живуть або повертаються з району, де існує стала циркуляція Зіка, а особливо вагітні та їх партнери, необхідно проконсультувати про потенційні ризики сексуальної передачі і необхідність безпечної сексуальної поведінки. До них відносять правильне і постійне використання презервативів, один з найефективніших методів захисту від всіх хвороб, що передаються статевим шляхом. Інфекція, яку спричинює вірус Зіка, потенційно може бути передана під час вагітності, хоча це не було доведено до сіх пір. Вагітні жінки мають проходити ретельний моніторинг їх вагітності. Рекомендації ВООЗ з цього питання на сьогодні є в стадії розробки. Вірус Зіка виявили в грудному молоці, але в даний час немає доказів того, що вірус і хвороба, яку він спричинює, здатні передатися немовлятам через грудне вигодовування від інфікованих матерів. Загальні рекомендації грудного вигодовування залишаються в силі, зокрема потрібним є виключне грудне вигодовування протягом перших 6 місяців життя. З приводу побоювання народження дітей з мікроцефалією ВООЗ роз'яснює, що більшість жінок у районах поширення хвороби, яку спричинює вірус Зіка, народили нормальних немовлят. Раннє ультразвукове обстеження не є ненадійним засобом, що дає змогу передбачити мікроцефалію за винятком рідких випадків. Жінки, які хочуть перервати вагітність через страх народження дитини з мікроцефалією, повинні мати вільний доступ до безпечних абортів у повній відповідності із законами. Вони повинні звернутися до лікаря для точної інформації про отримання послуг з безпечного аборту. У країнах з обмеженим доступом і/або обмеженою доступністю безпечного аборту, жінки повинні бути забезпечені точною інформацією і консультуванням. Рутинні дослідження повинні проводитися, щоб виключити сифіліс, токсоплазмоз, цитомегаловірусну інфекцію, краснуху, простий герпес, які також відомі як причини виникнення внутрішньоутробної інфекції і вроджених дефектів.